# Mappemonde (revue)
Mappemonde, également typographié M@ppemonde, est une revue géographique trimestrielle créée en 1986 par Roger Brunet au sein du GIP-RECLUS. Elle est devenue une revue numérique, ce qui se marque par l'apparition de l'arobase à la place du « a » dans son intitulé, exclusivement accessible sur internet en janvier 2004. Il s'agit d'une revue de recherche sur « l'image géographique et les formes du territoire » qui publie quatre numéros par an.

## Histoire
En 1984, est créé à Montpellier le GIP-RECLUS, groupement d'intérêt public à vocation géographique, qui prend alors en main la revue scientifique L'Espace géographique (créée par Roger Brunet en 1972) et de nombreux programmes de recherche et d'édition (Géographie universelle notamment). Le GIP-RECLUS lance une nouvelle revue géographique en 1986: codirigée par Brunet (publication) et Robert Ferras (rédaction), Mappemonde, le monde des cartes compte alors 48 pages en couleurs, avec des articles volontairement brefs afin de laisser une plus grande place à l'illustration (notamment cartes et modèles). Le premier numéro spécial intervient dès le no 4 de la revue : « Chorèmes et modèles ».
Mappemonde publie en 1989 la « carte de France des 36 500 communes (densités de population) réalisée par ordinateur ». Deux ans plus tard, Mappemonde adopte un nouveau format. En 1994, alors que Ferras laisse sa place à Hervé Théry comme codirecteur de rédaction, la revue s'engage dans une série d'analyses de territoires à propos des régions françaises. Dès 1995, Théry cède le témoin à Franck Auriac, puis Brunet assure seul la direction dès l'année suivante.
Pour ses 10 ans d’existence, la revue passe chez Belin et modifie sa couverture en l’illustrant à chaque numéro. Elle se définit désormais comme une « revue consacrée à l’image géographique, ses formes, son élaboration et son enseignement ». En 1997, Mappemonde lance une première rubrique internet. Dès lors, la revue se prépare à la mutation vers le support numérique. Après la disparition du GIP RECLUS (effective en 1999), elle est désormais gérée par l'UMR Espace. Le CNRS lui apporte son soutien à partir de 2001.
Deux années après, le comité de rédaction transforme Mappemonde en parution numérique dont l'accès est libre, suspendant la version papier en décembre 2003, après 72 numéros. La première édition digitale de la revue, désormais intitulée M@ppemonde, «trimestriel sur l'image géographique et les formes du territoire », est mise en ligne en mars 2004 . Brunet quitte la direction en janvier 2005, passant la main à Denis Eckert.
En 2006, M@ppemonde fête ses 20 ans lors du Festival international de géographie (FIG) de Saint-Dié des Vosges. Le secrétariat de rédaction est transféré trois ans plus tard de Montpellier à Toulouse. En juin 2014, Eckert est rejoint par Laurent Jégou pour une co-direction de la rédaction. À l’automne 2015, la revue décide de placer ses contenus sous licence libre Creative Commons, rejoignant ainsi plus formellement les initiatives de « Science ouverte », notamment regroupées dans le DOAJ. En décembre 2016, Eckert se retire de la co-direction et Jégou est rejoint par Clarisse Didelon-Loiseau. Une nouvelle maquette est mise en place.

### Ligne éditoriale
La revue cherche à mettre en valeur l’image, que ce soit les images fixes ou animées, la cartographie (statique, dynamique, interactive), les modèles, graphes, réseaux, croquis, cartogrammes, ou encore les systèmes d'information géographique. Les publications abordent par ailleurs des thématiques très larges. Mappemonde a pour objectif principal de favoriser la réflexion sur les apports de l’image à la compréhension de l’organisation spatiale et des dynamiques territoriales.